# 鸡东镇
鸡东镇，是中华人民共和国黑龙江省鸡西市鸡东县下辖的一个乡镇级行政单位。

## 行政区划
鸡东镇下辖以下地区：
镇中社区、前进社区、北华社区、东风社区、警民社区、振兴社区、新乡社区、山南社区、中心社区、石河北村、银峰村、银河村、银东村、红胜村、荣华村、保中村、得胜村、勇鲜村、光荣村、古山子村、明俊村、张家村、新峰村和鸡东村。